# Liste der Baudenkmäler in Vorbach
Auf dieser Seite sind die Baudenkmäler in der Oberpfälzer Gemeinde Vorbach zusammengestellt. Diese Tabelle ist eine Teilliste der Liste der Baudenkmäler in Bayern. Grundlage ist die Bayerische Denkmalliste, die auf Basis des Bayerischen Denkmalschutzgesetzes vom 1. Oktober 1973 erstmals erstellt wurde und seither durch das Bayerische Landesamt für Denkmalpflege geführt wird. Die folgenden Angaben ersetzen nicht die rechtsverbindliche Auskunft der Denkmalschutzbehörde.

## Baudenkmäler nach Ortsteilen

### Vorbach
| Lage                                                                         | Objekt                           | Beschreibung | Akten-Nr.     | Bild |
| ---------------------------------------------------------------------------- | -------------------------------- | --- | ------------- | ---- |
| Industriestraße ()                                                           | Friedhof                         | Friedhofsmauer, Bruchstein- und Quadermauerwerk, z. T. verputzt, 18./19. Jahrhundert; Kapelle, kleiner Satteldachbau über rechteckigem Grundriss, wohl 2. Hälfte 19. Jahrhundert; im Inneren Lourdesgrotte; Friedhofskreuz, Gusseisenkruzifix auf profiliertem Granitsockel, wohl Ende 19. Jahrhundert | D-3-74-163-9  |      |
| Kirchbühlstraße ()                                                           | Gusseisenkruzifix                | mit Muttergottesfigur auf gestuftem Granitsockel, bezeichnet mit „1893“ | D-3-74-163-8  |      |
| Kirchplatz 1 (Standort)                                                      | Katholische Kirche St. Anna      | Saalkirche mit Walmdach, dreiseitig geschlossen, Giebelreiter mit Zwiebelhaube, Mitte 18. Jahrhundert (1980/81 nach Westen erweitert); mit Ausstattung | D-3-74-163-1  | BW   |
| Bahnlinie Nürnberg - Schirnding (bei Bahn-km 86,709), Hauptstraße (Standort) | Bahnbrücke, Eisenbahnüberführung | einbogig-stichbogige Natursteinquaderbrücke über die Hauptstraße der Strecke 5903, beidseitig verbreitert, 1877 | D-3-74-163-12 | BW   |

### Höflas
| Lage                                                    | Objekt                           | Beschreibung | Akten-Nr.     | Bild |
| ------------------------------------------------------- | -------------------------------- | --- | ------------- | ---- |
| Bahnlinie Nürnberg - Schirnding (bei Bahn-km 83,891) () | Bahnbrücke, Eisenbahnüberführung | einbogig-tonnengewölbte Natursteinquaderbrücke über den Feldweg von Höflas nach Naslitz der Strecke 5903, nordseitig verbreitert, 1877 | D-3-74-163-11 |      |

### Oberbibrach
| Lage                          | Objekt                                     | Beschreibung | Akten-Nr.    | Bild                                       |
| ----------------------------- | ------------------------------------------ | --- | ------------ | ------------------------------------------ |
| Vorbacher Straße 1 (Standort) | Katholische Kirche St. Johannes Evangelist | Saalkirche mit Walmdach und eingezogenem Rechteckchor, Chorturm mit gestufter Zwiebelhaube, 1761–72 von Hugo Strauß; mit Ausstattung Friedhofsmauer, Bruchstein- und Quadermauerwerk, 18./19. Jahrhundert; Friedhofskreuz, Gusseisenkruzifix auf Granitsockel, bezeichnet mit „1887“; Kriegerdenkmal für die Gefallenen beider Weltkriege, breitgelagerte Inschrifttafel, darauf Kreuz mit Pietá-Relief, wohl 1920er Jahre, später mit Gefallenennamen des Zweiten Weltkriegs ergänzt Kapelle, Zeltdachbau über unregelmäßigem Grundriss, Bruchstein, wohl 18. Jahrhundert | D-3-74-163-2 | Katholische Kirche St. Johannes Evangelist |
| Vorbacher Straße 7 (Standort) | Wohnhaus, ehemaliges Beamtenhaus           | Zweigeschossiger Mansardwalmdachbau, um 1770 | D-3-74-163-3 | BW                                         |
| Kr NEW 5 ()                   | Bildstock                                  | Sandsteinschaft, Laterne mit segmentbogigen Bildfeldern und Kreuzdach, 19. Jahrhundert, Sockel wohl 1. Hälfte 17. Jahrhundert | D-3-74-163-6 |                                            |
| Kr NEW 5 ()                   | Bildstock                                  | Sandsteinschaft, Laterne mit halbrunden Bildfeldern und Kreuzdach, Sockel mit Inschrift, mit kleinem Gusseisenkruzifix, bezeichnet mit „1903“ | D-3-74-163-7 |                                            |

### Keinem Ortsteil zugeordnet
| Lage             | Objekt   | Beschreibung                                                               | Akten-Nr.    | Bild |
| ---------------- | -------- | -------------------------------------------------------------------------- | ------------ | ---- |
| Oberer Letten () | Wegkreuz | Gusseisenkruzifix auf hohem, geböschtem Granitsockel, Ende 19. Jahrhundert | D-3-74-163-4 |      |